# 美國參謀長聯席會議
参谋长联席会议（英語：Joint Chiefs of Staff, JCS），是美國軍隊陸海空各軍種參謀長及國民警衛局局長組成的機構。其机能與英联邦国家的参谋长委员会和部分国家的参谋部相类似，主要职能是三軍之間的协调和进行合作参谋。

## 历史
由于在南北戰爭之后美国军事不断增强，使陆军和海军之间的联合军事行动变的急剧困难。陆军和海军的联合行动无论在计划或执行时都不受支持，并导致美西战争中的加勒比海战役时发生分歧以至发生阻碍。陆军和海军联合委员会在1903年由老罗斯福建立，由军队首长、参谋长和海军总务委员会及陆军总参谋团构成。猶如“智囊团”的联合委员会主要職責，在於制定联合作战计划以及解决軍種間的衝突。
不幸的是，联合委员会几乎没有什么作为，因为其纲领规定无权执行其决策。联合委员会也很少能提出自己的意见，而是在陆军或海军的秘书处提出问题后进行有限的评论。其结果是联合委员会对美国参加一战几乎没有贡献。
一战后，1919年时两军秘书处同意重组联合委员会。此时，联合委员会的成员包括正副参谋长、陆海军作战计划制定者。在联合委员会之下有联合计划委员会为其效力。有了新的成员，联合委员会开始主动提供建议。但是联合委员会仍没有法定权力执行其决策。
1942年，美国总统小罗斯福和英国首相丘吉尔组建了“联合参谋首长团”（Combined Chiefs of Staff），珍珠港事件事件使美国参与了二战。联合参谋长团成为美国和英联邦国家的最高军事决策机构。尽管英国已经有参谋长委员会，但美国还是没有像联合参谋长团这样职能的机构。
虽然联合委员会存在，但与联合参谋长团相比其权力和作用都不及。尽管1935年的出版物给盟军在二战中的联合行动提出了建议，联合委员会在二战中依然没有什么大作为。二战结束后，联合委员会在1947年宣布解散。
为了满足协调工作的需要和提供参谋合作，海军上将威廉·丹尼尔·莱希提出了“统一最高指挥部”——实际上就是参谋长联席会议的概念。在1942年7月29日，莱希上将成为参谋长联席会议主席，并组织了班底人员。
首届参谋长联席会议成员有：
| 姓名                             | 职位                                   | 隶属     |
| -------------------------------- | -------------------------------------- | -------- |
| 海军五星上将威廉·丹尼尔·莱希（William D. Leahy） | 参谋首长联席会议主席和总统特别军事顾问 | 美国海军 |
| 陆军五星上将乔治·卡特莱特·马歇尔 | 陆军参谋长                             | 美国陆军 |
| 海军五星上将恩斯特·金恩          | 海军作战部长、海军五星上将             | 美国海军 |
| 陆军五星上将亨利·阿诺德          | 陆军副参谋长兼陆军航空队司令           | 美国陆军 |

注释：
- 最终亨利·阿诺德转为空军五星上将。

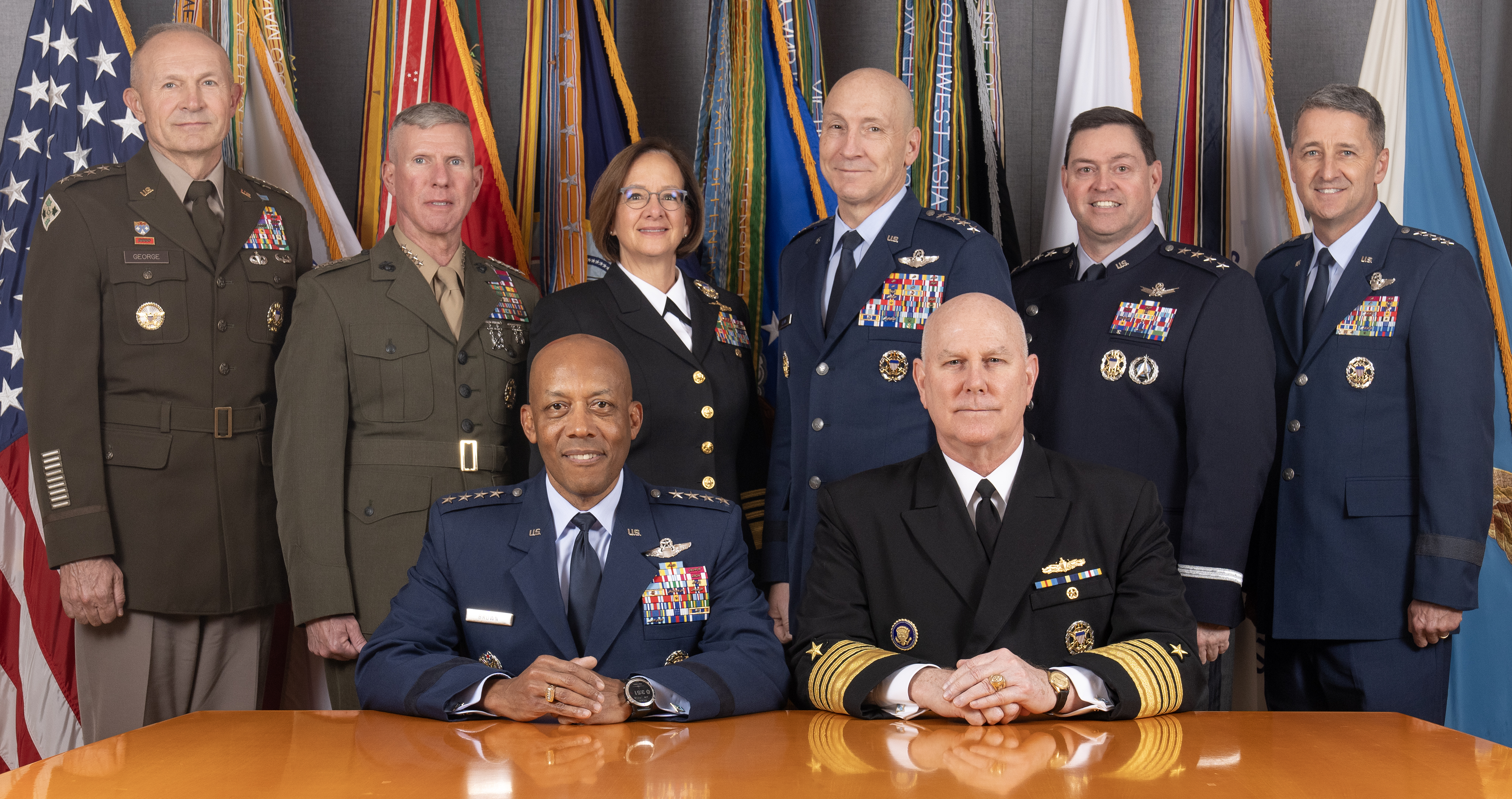
参谋长联席会议，2024年

二战结束之后，参谋首长联席会议由1947年的国家安全法案正式确立。克林·鲍威尔将军是参谋首长联席会议主席中第一位非裔美国人出身者。

## 作用和职责
1986年高华德-尼古拉斯法案改组了军队，参谋首长联席会议没有权力对美国的军队下达命令。总统通过国防部对战区（六个洲际地域战区与特战、战略、运输司令部）指挥官下达作战命令，完全无需参谋首长联席会议；战区指挥官直接对辖区内的陆海空各军种部队下达指挥与后勤军令。参谋首长联席会议、陆海空军种负责人、各战区陆空军及各舰队均没有军事指挥权。
现在，他们的首要职责是确保人事的准备，政策，规划和培训为各自的军队服务和作战指挥官利用，参谋长联席会议也为美国总统和国防部长提供军事建议。另外，参谋长联席会议主席还是美国总统和国防部长的首席军事顾问。作为如此重要的咨询顾问，除了包括美国总统和其他非参谋长联席会议的官员组成的国家安全委员会之外，参谋长联席会议成了制定军事政策的第二要职。

## 组织结构

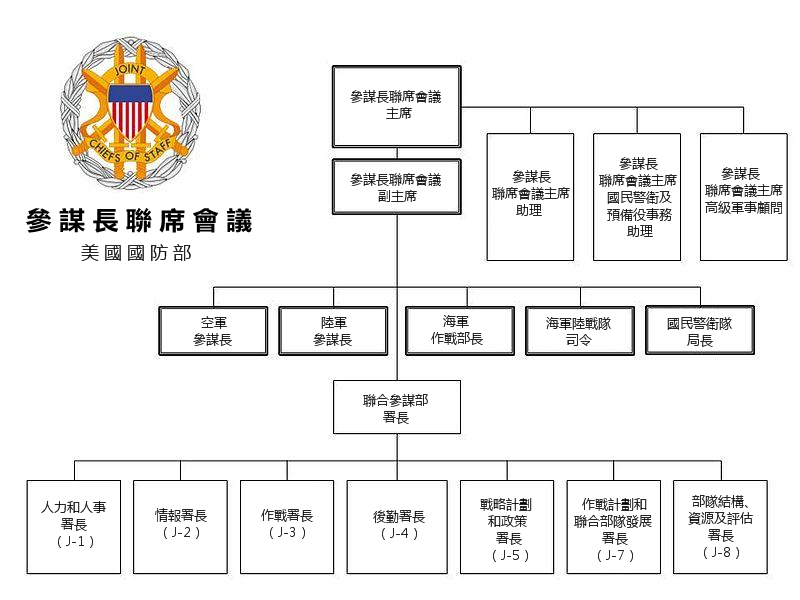
参谋首长联席会议成员组织结构图（截止2012年1月）

参谋首长联席会议由主席（CJCS）、副主席（VCJCS）、陆军参谋长、海军參謀长、空军参谋长、海军陆战队司令、太空軍司令和国民兵局长组成。
CJCS的主要助手和机构包括：1名高级士兵顾问；2名參聯會主席助理，分别是国民兵事务助理、预备役事务助理、
参谋首长联席会议下设联合参谋部（Joint Staff），主任為三星中將，負責協調、領導參謀部活動，藉以應援參聯會主席，並擔當總督察長的角色。

## 主要官员

### 主席
参谋长联席会议主席是法定的美军最高级军官和美国总统的最重要的军事幕僚顾问。他负责参谋长联席会议的协调，包括主席、副主席、美国陆军参谋长、美国空军参谋长、美国海军作战部长、美國太空軍作戰部長、美国海军陆战队司令和美国国民警卫局局长。参谋长联席会议在五角大楼有自己的办公室，主席地位虽高于各军种的首长，但却没有直接命令的权力，所有的军队指挥官直接听从国防部的命令。
注释：
- 1942年7月20日，海军五星上将威廉·D·莱希成为陆军和海军的总参谋长（1942年7月20日至1949年5月21日）。事实上并不是参谋长联席会议的主席。莱希的职务是参谋首长联席会议职务的前身。这项职务由奥马尔·布拉德雷在1949年正式担任。

### 副主席

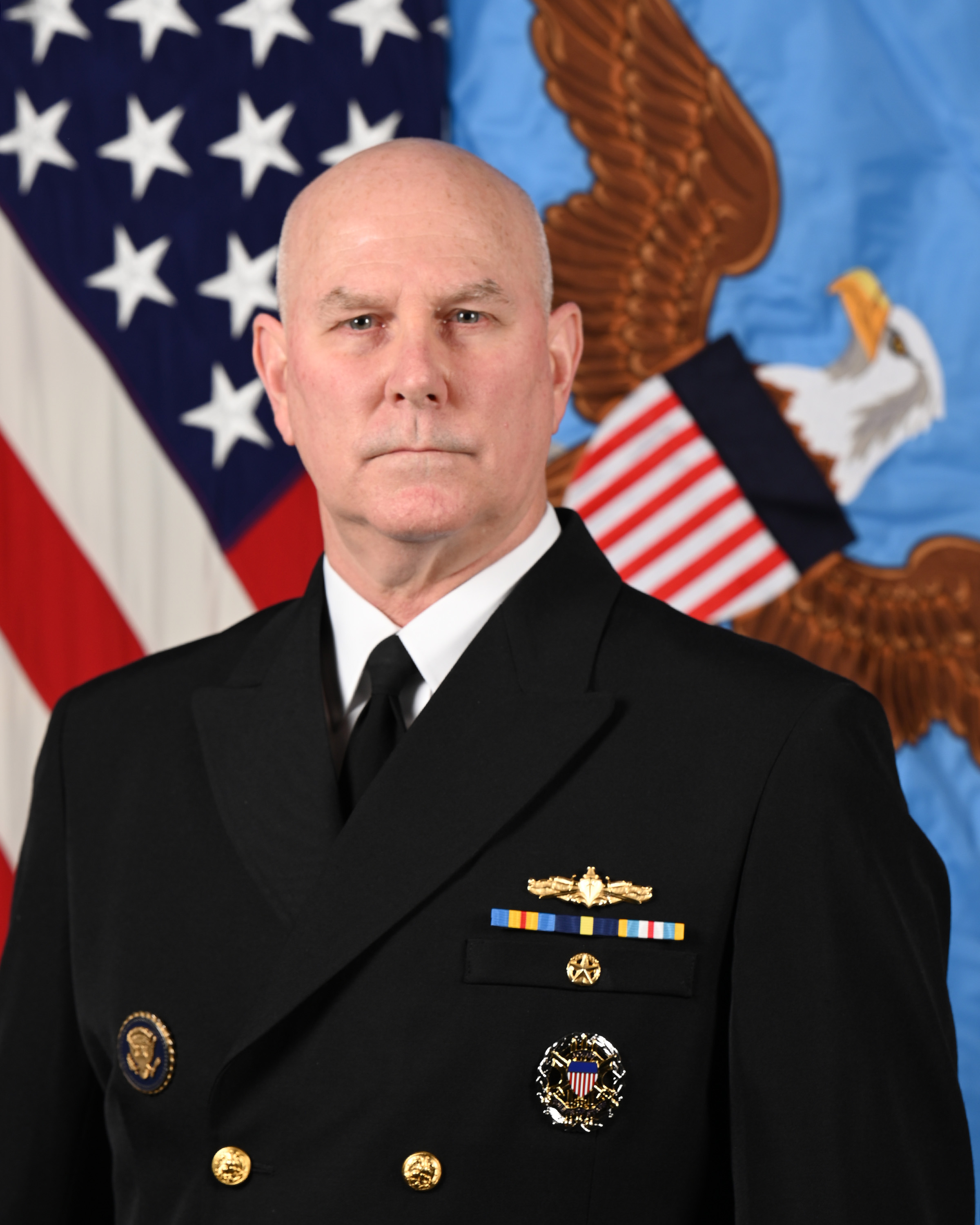
克里斯·格雷迪海军上将，第12任参谋长联席会议副主席

参谋首长联席会议副主席由戈德华特－尼科尔斯法案于1986年确立。副主席亦是上将军衔。参谋首长联席会议副主席是法定的美军第二领导人，仅次于主席。主席缺席时由副主席主持参谋长联席会议。在主席授意下也可以执行这些职责。直到1992年的国防安全法案生效时这个职位才在参谋长联席会议中有了充分的权力。
现任副主席是克里斯·格雷迪海军上将。

### 高级士兵顾问

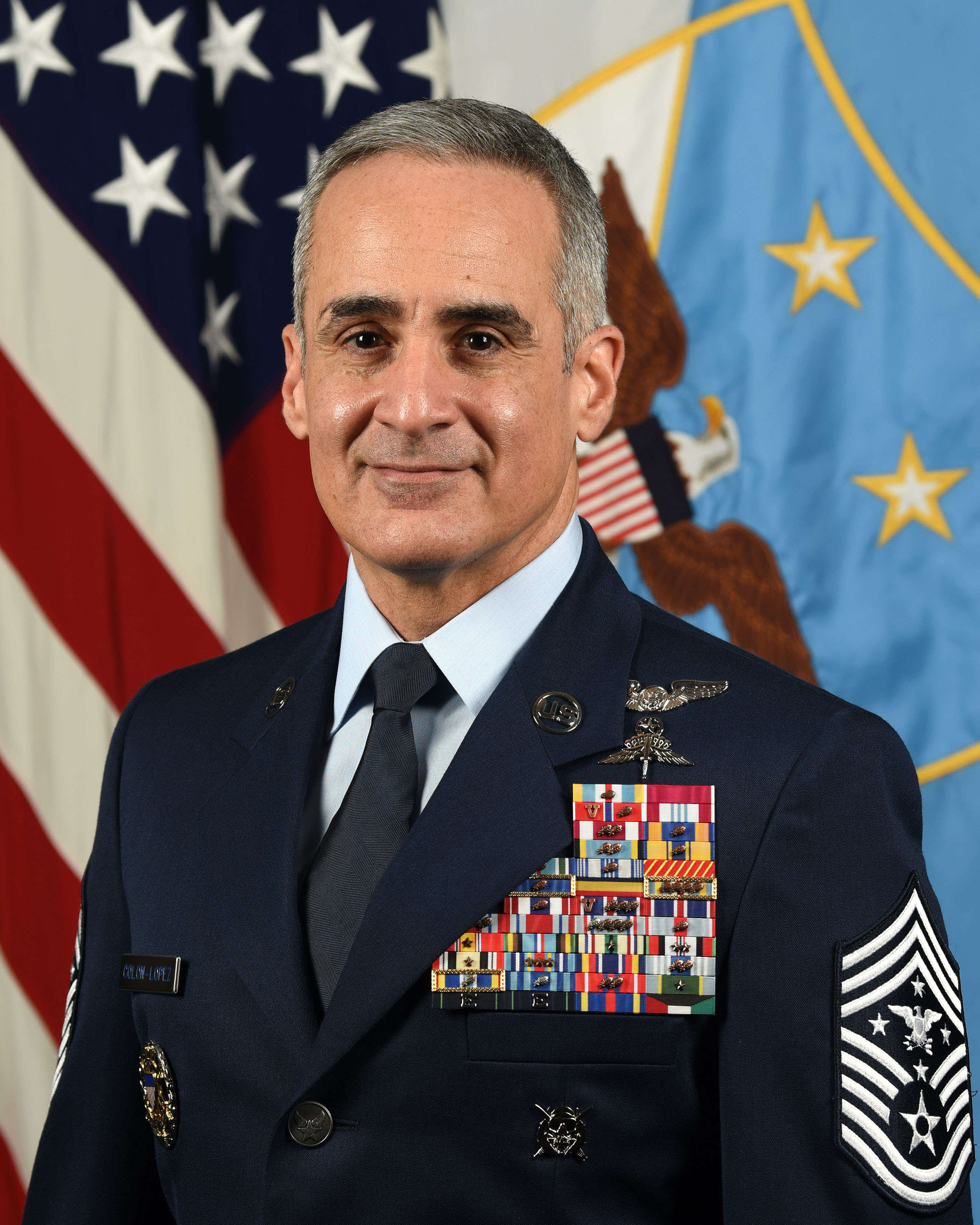
美國空軍Ramón Colón-López士官长，第4任高级士兵顾问

从2005年10月1日开始，参谋首长联席会议新设立“高级士兵顾问”（Senior Enlisted Advisor to the Chairman）这一职位。高级士兵顾问是美国軍中的總士官長，是参谋首长联席会议主席和国防部长部队一体化、使用与健康和联合开发方面涉及士兵的主要军事顾问。
现任高级军事顾问是美國空軍拉蒙·科隆-洛佩兹士官长。

## 参谋首长联席会议下屬部门
- 信息管理部（美国）
- DOM - 管理总局
- 聯一（J1） - 人力和人事
- 聯二（J2） - 情报
- 聯三（J3） - 作战
- 聯四（J4） - 后勤
- 聯五（J5） - 战略计划和政策
- 聯六（J6） - 指挥、管制、通信和電腦系统
- 聯七（J7） - 作战计划和联合部队发展
- 聯八（J8） - 部队结构、资源及评估